# Хираямадзёси-коэн (станция)
Станция Хираямадзёси-коэн (яп. 平山城址公園駅 хираямамдзёси коэн эки) — железнодорожная станция на линии Кэйо, расположенная в городе Хино.

## Планировка станции
| 1 | ■ Линия Кэйо | Китано, Кэйо-Хатиодзи, Такаосангути |
| 2 | ■ Линия Кэйо | Линия Кэйо ・ Такахатафудо ・ Футю ・ Тёфу ・ Мэйдаймаэ ・ Сасадзука ・ Синдзюку ・(Новая Линия Кэйо) Синдзюку ・(Линия Синдзюку) Итигая ・ Мотоявата |

## Близлежащие станции
| «                                        | «          | Вид обслуживания | »          | »          |
| Линия Кэйо                               | Линия Кэйо | Линия Кэйо       | Линия Кэйо | Линия Кэйо |
| ---------------------------------------- | ---------- | ---------------- | ---------- | ---------- |
| Special Express: не останавливается      |            |                  |            |            |
| Semi Special Express: не останавливается |            |                  |            |            |
| Express: не останавливается              |            |                  |            |            |
| Минамидайра                              |            | Commuter Rapid   |            | Наганума   |
| Минамидайра                              |            | Rapid            |            | Наганума   |
| Минамидайра                              |            | Local            |            | Наганума   |